# Sunda-Gavial
Der Sunda-Gavial oder Falsche Gavial (Tomistoma schlegelii) ist die südostasiatische der beiden rezenten Arten der Gaviale (Gavialidae). Er stellt zudem die einzige rezente Art der Gattung Tomistoma.

## Merkmale

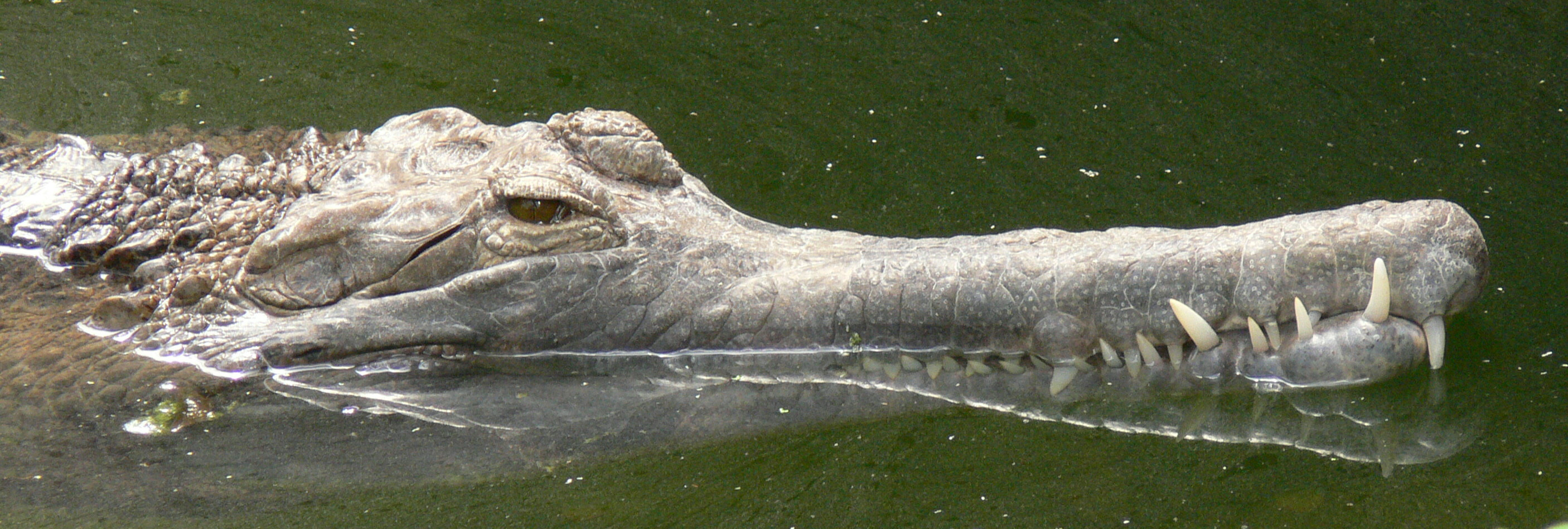
Kopf eines Sunda-Gavials

Der Sunda-Gavial erreicht eine Länge von bis zu fünf Metern. Die Schnauze ist langgezogen und besitzt sowohl im Ober- als auch im Unterkiefer zahlreiche schmale und spitze Zähne. Sein weitgehend hell- bis dunkelbrauner Körper ist durch dunklere Bänder und Flecken gezeichnet, die sowohl bei den Jungtieren als auch bei den Ausgewachsenen sehr deutlich erkennbar sind.

## Verbreitung und Gefährdung

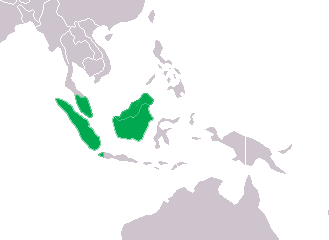
Verbreitung des Sunda-Gavials. Es ist zu beachten, dass die Art nicht das gesamte farbig markiere Gebiet flächendeckend bevölkert, sondern innerhalb dieses Gebietes fleckenhaft vorkommt.

Sunda-Gaviale leben ausschließlich im Süßwasser in Seen, Flüssen und Sümpfen. Brackwasservorkommen sind nicht bekannt. Der Verbreitungsraum umfasst den Süden der Malaiischen Halbinsel sowie die Inseln Borneo, Sumatra und möglicherweise auch noch den äußersten Westen von Java. Subfossile Funde in Guangdong (Kwatung) in China lassen vermuten, dass sein Verbreitungsgebiet noch zu Beginn der Ming-Dynastie (1368) auch das südliche China umfasste.
Der Sunda-Gavial ist heute vom Aussterben bedroht. Die „Tomistoma Task Force“ der „IUCN/SSC Crocodile Specialist Group“ schätzt die Zahl der noch in Freiheit lebenden Sunda-Gaviale auf maximal 2.500 Tiere. Der Grund für die Bedrohung sind die Zerstörung der natürlichen Lebensräume durch Holzeinschlag und das Trockenlegen der Torfmoore, Fischfang und Wilderei.

## Lebensweise und Fortpflanzung

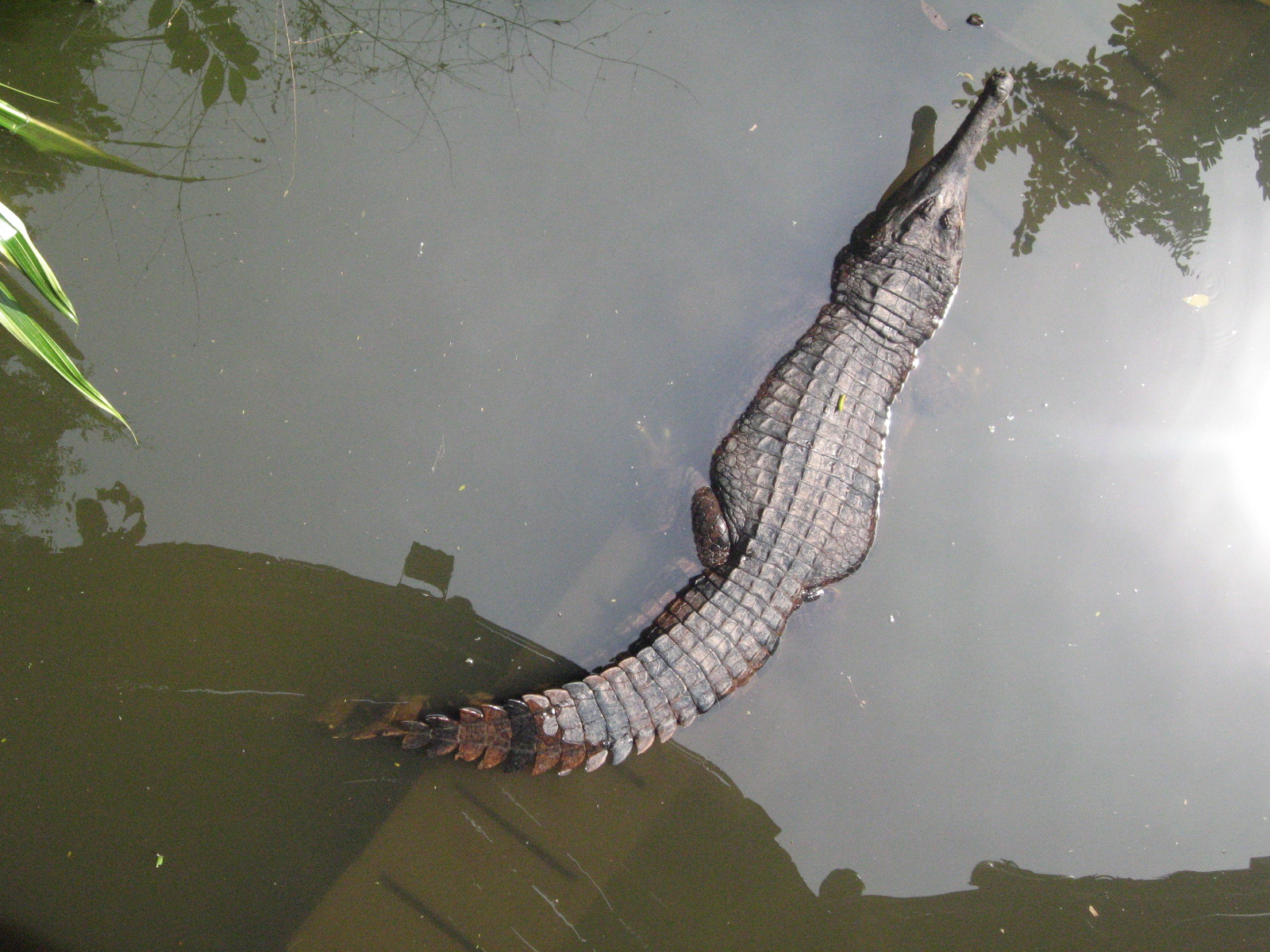
In dorsaler Ansicht

Sunda-Gaviale leben zurückgezogen und scheu vorwiegend in Torfmoorwäldern und bewohnen dort Flüsse, Seen und Teiche.
Dort ernähren sie sich vorwiegend von Fischen, aber auch kleinere Amphibien, Reptilien, Vögel und Säugetiere (z. B. Affen) gehören zum Nahrungsspektrum. Dort, wo sich Lebensraum bzw. Jagdreviere von Sunda-Gavialen und Menschen überschneiden, können ihnen auch Menschen zum Opfer fallen. So griff im Jahr 2008 in Zentral-Kalimantan ein vier Meter langes Weibchen einen Fischer an und fraß ihn. Dies war der erste verifizierte tödliche Angriff eines Sunda-Gavials auf einen Menschen. Bis Juni 2014 gab es mindestens drei weitere verifizierte tödliche Angriffe auf Menschen. Bedeutend gefährlicher ist jedoch das in der gleichen Region vorkommende Leistenkrokodil mit weit mehr als 100 Todesopfern von 2007 bis 2014.
Die Weibchen des Sunda-Gavials bauen zur Eiablage Hügelnester aus Pflanzenmaterial vorwiegend am Fuß von Urwaldbäumen. Die Brutdauer ist mit der anderer Krokodilarten vergleichbar und beträgt um die 90 Tage bei einer Bruttemperatur von ca. 31 Grad Celsius. Sunda-Gaviale legen die größten Eier aller Krokodile.

## Systematik
Der Sunda-Gavial verdankt seinen zweiten Trivialnamen, „Falscher Gavial“, dem Umstand, dass er zwar eine lange, schlanke Schnauze wie der Ganges-Gavial (Gavialis gangeticus) hat, aber ausgehend von einer Reihe anderer Körpermerkmale (u. a. der Form des Hirnschädels) traditionell den Echten Krokodilen (Crocodylidae) zugeordnet worden ist und teilweise noch heute zugeordnet wird. Diese Zuordnung war jedoch stets kontrovers und ein Teil der Forschergemeinde favorisierte seit langem eine enge Verwandtschaft mit dem Ganges-Gavial und damit eine Zuordnung in die Familie Gavialidae. Mit dem Aufkommen molekulargenetischer Methoden zur Bestimmung der Verwandtschaftsverhältnisse in den 1980er Jahren verdichteten sich die Indizien, die letztgenannte Hypothese stützen. Mittlerweile gilt ein Schwestergruppenverhältnis von Ganges-Gavial und Sunda-Gavial innerhalb der rezenten Krokodile als relativ gesichert.
Der Sunda-Gavial, Tomistoma schlegelii, ist die einzige rezente Art der Gattung Tomistoma, die wiederum die einzige rezente Gattung der Unterfamilie Tomistominae ist. Jedoch zeigt die Fossilüberlieferung, dass die Tomistominen in der geologischen Vergangenheit offenbar diverser und auch deutlich weiter verbreitet waren. So sind Krokodile, die als Vertreter dieser Unterfamilie interpretiert werden, aus dem Tertiär Asiens, Nord- und Südamerikas sowie Europas bekannt, unter anderem durch Funde im Eozän der Grube Messel.